# CXXC4
CXXC4 (англ. CXXC finger protein 4) – білок, який кодується однойменним геном, розташованим у людей на 4-й хромосомі. Довжина поліпептидного ланцюга білка становить 198 амінокислот, а молекулярна маса — 20 978.
| 10         |  | 20         |  | 30         |  | 40         |  | 50         |
| ---------- |  | ---------- |  | ---------- |  | ---------- |  | ---------- |
| MHHRNDSQRL |  | GKAGCPPEPS |  | LQMANTNFLS |  | TLSPEHCRPL |  | AGECMNKLKC |
| GAAEAEIMNL |  | PERVGTFSAI |  | PALGGISLPP |  | GVIVMTALHS |  | PAAASAAVTD |
| SAFQIANLAD |  | CPQNHSSSSS |  | SSSGGAGGAN |  | PAKKKRKRCG |  | VCVPCKRLIN |
| CGVCSSCRNR |  | KTGHQICKFR |  | KCEELKKKPG |  | TSLERTPVPS |  | AEAFRWFF   |

A: Аланін

C: Цистеїн

D: Аспарагінова кислота

E: Глутамінова кислота

F: Фенілаланін

G: Гліцин

H: Гістидин

I: Ізолейцин

K: Лізин

L: Лейцин

M: Метіонін

N: Аспарагін

P: Пролін

Q: Глутамін

R: Аргінін

S: Серин

T: Треонін

V: Валін

Задіяний у такому біологічному процесі, як сигнальний шлях Wnt. 
Білок має сайт для зв'язування з іонами металів, іоном цинку. 
Локалізований у цитоплазмі.